# التنين الأزرق
التنين الأزرق مسلسل أنمي ياباني عرض لأول مره في 7 أبريل عام 2007 واستمر عرضه حتى 27 مارس عام 2008 . تمت دبلجة المسلسل للعربية وعرض على قناة ام بي سي 3 .

## احداث الانمي
منذ زمن بعيد خلقت الأرض وكان هناك النور والظلمة ومن الظلمة خرجت الظلال الظلال استخدمها بعض البشر بهدف تدمير بعضهم ولكن بعد ذلك ظهر 7 فرسان يحملون قوي ظلال الضوء تمكنوا من الفوز علي الاشرار ونفي الظلام الي عالم النسيان لكن هناك بلورة تبقي هذا الظلام محبوساً يسعي نيني ملك امبرطورية جراند لفرض سلطته علي العالم واثناء ذلك يحاول جمع الفتيان الذين لديهم قوي ظلال كبيرة ليجمع جيش من مستخدمي الظلال الاقوياء ليقوي جيشه ويمنحه ذلك قوة أكبر للسيطرة علي العالم ولكن يتمكن شوو واصدقائه من هزم نيني وتحرير العالم من ظلمه دون ان يلحظ شوو بأن الخطر الحقيقي ليس نيني نفسه انما هي رفيقته في السفر زولا (تامارا) يدخل في قتال اخير مع زولا هو والفرسان الستة الاخرين ويهزم الظلام الذي اطلقته زولا بقواه التي مدها اياها الفرسان الستة الاخرين والتي تعلمها من الصفحات السبع الاضافية من كتاب النشوء وحبكة القصة ماخوذة عن لعبة بنفس الاسم علي منصة الاكس بوكس 360
بعد الاحداث التي جرت يبدأ

## روابط خارجية
- التنين الأزرق (أنمي) في شبكة أخبار الأنمي
- التنين الأزرق على موقع IMDb (الإنجليزية)
- التنين الأزرق على موقع ميتاكريتيك (الإنجليزية)
- التنين الأزرق على موقع روتن توميتوز (الإنجليزية)
- التنين الأزرق على موقع كينوبويسك (الروسية)
- التنين الأزرق على موقع ألو سيني (الفرنسية)
- التنين الأزرق على موقع قاعدة بيانات الفيلم (الإنجليزية)
- التنين الأزرق على موقع ANN anime (الإنجليزية)